# Egyptens ti plager
Egyptens ti plager (hebr., מכות מצרים, "Makot Mitzrayim"), bibelske plager eller bare de ti plager er Guds straf over Egypten, som omtales i 2 Mos 7,11, som et forsøg på at overtale Farao til at frigive de israelitiske slaver. Men efter at Farao havde givet israelitterne lov til at gå, skiftede han igen mening. Han sendte hele sin hær afsted efter dem, indtil de nåede Rødehavet. Gud lod israelitterne slippe over ved at løfte bølgerne til side for dem, så der dannede en lille sti. Men da egypterne kom og skulle til at gå over, lod Gud bølgerne slå sammen over dem, så de druknede. Israelitterne kunne nu sikkert drage videre.
De ti plager er i rækkefølge:
1. Vand til blod (2 Mos 7,14)
2. Frøer (2 Mos 7,26)
3. Myg (2 Mos 8,12)
4. Fluer (2 Mos 8,16)
5. Kvægpest (2 Mos 9,1)
6. Bylder (2 Mos 9,8)
7. Hagl (2 Mos 9,13)
8. Græshopper (2 Mos 10,1)
9. Mørke (2 Mos 10,21)
10. Drabet på de førstefødte (2 Mos 11,1)

Græshoppeplagen var den ottende af Egyptens ti plager. Ifølge Bibelen var det Gud, der sendte græshoppesværmen ind over Egypten, fordi han ville straffe egypterne for ikke at lade jøderne bryde fri for deres slaveri.
Skolemanden Jeppe Tang samlede i 1865 de ti plager i følgende vers:
Vand til Blod og Frøers Mængde,

Myg dernæst Ægypten trængte.

Utøj, Pest og Bylders Nød,

Hagel, Græshop, Mørke, Død.

## Spekulationer om historisk kontekst
I 2010 offentliggjorde geologen Barbara Sivertsen en teori om, at Egyptens ti plager som beskrevet i Biblen havde en historisk baggrund i faktiske begivenheder forårsaget af klimaforandringer i Egypten på Ramses 2.'s tid. Klimaforandringerne skulle ifølge teorien have medført et mere tørt klima, der medførte, at vandgennemstrømningen i Nilen mindskedes og at der opstod opblomstring af alger i vandet, hvilket skulle have ledt til de første seks plager. Plagerne syv, otte og ni skulle være forårsaget af det minoiske udbrud, et gigantisk udbrud af vulkanen Thera (i dag Santorini), der antages at have fundet sted ca. 1.640 f.v.t. Vulkanudbruddet antages at have udløst en enorm askesky, der kan have forårsaget haglstorme, opblomstring af græshoppebestanden og en udelukkelse af sollys i en periode. Teorien blev taget op af National Geographic, der bragte et program om teorien. Teorien er blevet kritiseret for ikke at forholde sig til om de begivenheder, som er beskrevet i Bibelen, overhovedet fandt sted.